# Креси-о-Мон
Креси́-о-Мон (фр. Crécy-au-Mont) — коммуна во Франции, находится в регионе Пикардия. Департамент коммуны — Эна. Входит в состав кантона Вик-сюр-Эн. Округ коммуны — Лан.
Код INSEE коммуны — 02236.

## Население
Население коммуны на 2010 год составляло 289 человек.
| 1962 | 1968 | 1975 | 1982 | 1990 | 1999 | 2010 |
| ---- | ---- | ---- | ---- | ---- | ---- | ---- |
| 320  | 295  | 251  | 296  | 294  | 290  | 289  |

## Экономика
В 2010 году среди 192 человек трудоспособного возраста (15—64 лет) 138 были экономически активными, 54 — неактивными (показатель активности — 71,9 %, в 1999 году было 64,0 %). Из 138 активных жителей работали 124 человека (75 мужчин и 49 женщин), безработных было 14 (8 мужчин и 6 женщин). Среди 54 неактивных 6 человек были учениками или студентами, 22 — пенсионерами, 26 были неактивными по другим причинам.